# Тьяго Геральник
Тьяго Хосе Геральник (ісп. Tiago José Geralnik; нар. 31 березня 2003, Росаріо, Аргентина) — аргентинський футболіст українського походження, атакувальний півзахисник «Вільярреалу Б».

## Клубна кар'єра
Народився в місті Росаріо, провінція Санта-Фе. Футболом розпочав займатися в академії АДІУР, але в січні 2018 року перебрався до академії «Рівер Плейта». 16 січня 2020 року залишив академію аргентинського гранда та перебрався до «Вільярреала». 
У футболці третьої команди дебютував 5 вересня 2021 року в переможному (1:0) виїзному поєдинку Терсери Федерасьйон проти «Галлоси», в якому вийшов наприкінці матчу. Чотирнадцять днів по тому відзначився першим голом на дорослому рівні, в програному (1:2) виїзному поєдинку проти «Сілли». Сезон 2021/22 років у Терсері провів 29 матчів та відзначився 6-ма голами. Також відіграв останні 29 хвилин за резервну команду в програному (1:2) поєдинку проти «Альхесіраса».
Напередодні старту сезону 2022/23 років остаточно переведений до резервної команди з Сегунда Дивізіону. На професіональному рівні дебютував 24 вересня в нічийному (1:1) виїзному поєдинку проти «Малаги», в якому замінив Родрі.

## Кар'єра в збірній
Ліонель Скалоні викликав Тьяго до складу збірної Аргентини на березневі матчі кваліфікації чемпіонату світу 2022 проти Венесуели та Еквадору.